# Liga Mistrzów w piłce siatkowej (2024/2025) – kwalifikacje
Kwalifikacje do Ligi Mistrzów 2024/2025 odbyły się w dniach 10 września–23 października 2024 roku. Wzięło w nich udział 17 drużyn.
Kwalifikacje składały się łącznie z czterech rund eliminacyjnych. W rundzie wstępnej rywalizacja toczyć miała się w turnieju na zasadzie "każdy z każdym" po jednym meczu. W kolejnych trzech rundach rywalizacja toczyła się w formie dwumeczów – mecz u siebie i rewanż na wyjeździe. 
Drużyny, które nie awansowały do fazy grupowej Ligi Mistrzów, miały prawo uczestniczyć w Pucharze CEV. 
Kwalifikacje do fazy grupowej Ligi Mistrzów odbyły się po raz dziewiąty w historii tych rozgrywek.

## Drużyny uczestniczące
| Rk                                                                        | Federacja            | Klub                           |
| ------------------------------------------------------------------------- | -------------------- | ------------------------------ |
| 11                                                                        | Portugalia           | SL Benfica (L1)                |
| 12                                                                        | Serbia               | Crvena zvezda Belgrad (L1)     |
| 13                                                                        | Chorwacja            | HAOK Mladost Zagrzeb (L1)      |
| 15                                                                        | Rumunia              | CSM Corona Brașov (L1)         |
| 16                                                                        | Szwajcaria           | Volley Schönenwerd (L1)        |
| 17                                                                        | Austria              | Hypo Tirol Volleyballteam (L1) |
| 19                                                                        | Holandia             | Orion Stars Doetinchem (L1)    |
| 20                                                                        | Grecja               | Olympiakos SFP (L1)            |
| 21                                                                        | Czarnogóra           | Budva (L1)                     |
| 22                                                                        | Bośnia i Hercegowina | OK Radnik Bijeljina (L1)       |
| 25                                                                        | Estonia              | Selver x TalTech (L1)          |
| 26                                                                        | Węgry                | Fino Kaposvár SE (L1)          |
| 27                                                                        | Hiszpania            | CV Guaguas Las Palmas (L1)     |
| 28                                                                        | Macedonia Północna   | OK Strumica (L1)               |
| 30                                                                        | Cypr                 | Omonia Nikozja (L1)            |
| 30                                                                        | Łotwa                | SK Jēkabpils Lūši (L1)         |
| 30                                                                        | Ukraina              | Prometej Dnipro (L1)           |
| Legenda: Rk – miejsce w rankingu CEV Ln – n miejsce w mistrzostwach kraju |                      |                                |

## System rozgrywek
Kwalifikacje do fazy grupowej Ligi Mistrzów 2024/2025 składały się z czterech rund eliminacyjnych.
W rundzie wstępnej miały wziąć udział trzy drużyny z federacji zajmujących najniższe miejsca w rankingu. Rywalizacja toczyć się miała w ramach jednego turnieju na zasadzie "każdy z każdym" po jednym meczu. O awansie decydować miała większa liczba zwycięstw, w dalszej kolejności większa ilość punktów meczowych, lepszy bilans setów, lepszy bilans małych punktów, wynik meczu bezpośredniego. Za zwycięstwo 3:0 lub 3:1 drużyna otrzymuje 3 punkty, za zwycięstwo 3:2 – 2 punkty, za porażkę 2:3 – 1 punkt, natomiast za porażkę 1:3 lub 0:3 – 0 punktów. Do kolejnej rundy eliminacji miały awansować dwa najlepsze zespoły.
| Runda wstępna     |
| ----------------- |
| Omonia Nikozja    |
| SK Jēkabpils Lūši |
| Prometej Dnipro   |

W 1. rundzie eliminacji wzięły udział dwie najlepsze drużyny z rundy wstępnej oraz czternaście zespołów reprezentujących federacje z czternastu najwyższych miejsc w rankingu. Drużyny zostały rozdzielone do dwóch koszyków. W drugim koszyku znalazły się drużyny z ośmiu najwyżej sklasyfikowanych w rankingu federacji narodowych, natomiast pozostałe drużyny trafiły do pierwszego koszyka. Do drużyn z drugiego koszyka, które zostały rozstawione bez losowania, dolosowywane były zespoły z pierwszego koszyka. W ten sposób powstały drabinki eliminacji. Drużyny nierozstawione były gospodarzami pierwszego meczu w parze.
| Drużyny nierozstawione              | Drużyny rozstawione       |
| ----------------------------------- | ------------------------- |
| Budva                               | SL Benfica                |
| OK Radnik Bijeljina                 | Crvena zvezda Belgrad     |
| Selver x TalTech                    | HAOK Mladost Zagrzeb      |
| Fino Kaposvár SE                    | CSM Corona Brașov         |
| CV Guaguas Las Palmas               | Volley Schönenwerd        |
| OK Strumica                         | Hypo Tirol Volleyballteam |
| drużyna z 1. miejsca rundy wstępnej | Orion Stars Doetinchem    |
| drużyna z 2. miejsca rundy wstępnej | Olympiakos SFP            |

Losowanie odbyło się 16 lipca 2024 roku w Broadcasting Center Europe w Luksemburgu.
Rywalizacja toczyła się w formie dwumeczów – mecz u siebie i rewanż na wyjeździe. O awansie decydowała większa liczba zdobytych punktów meczowych. Za zwycięstwo 3:0 lub 3:1 drużyna otrzymywała 3 punkty meczowe, za zwycięstwo 3:2 – 2 punkty, za porażkę 2:3 – 1 punkt, natomiast za porażkę 1:3 lub 0:3 – 0 punktów. Jeżeli po rozegraniu dwumeczu obie drużyny zdobyły tę samą liczbę punktów, o awansie decydował tzw. złoty set grany do 15 punktów z dwoma punktami przewagi jednej z drużyn.
Rozgrywki w 2. i 3. rundzie odbywały się będą na tych samych zasadach dwumeczów. 
Drużyny, które odpadły w rundzie wstępnej i 1. rundzie eliminacyjnej, uzyskały prawo gry w 1/32 finału Pucharu CEV, natomiast przegrani z par 2. i 3. rundy eliminacyjnej otrzymały prawo do gry w 1/16 Pucharu CEV.
Do fazy grupowej Ligi Mistrzów awans uzyskali zwycięzcy par 3. rundy eliminacyjnej.

## Rozgrywki
Wszystkie godziny według czasu lokalnego.

### Runda wstępna
Turniej kwalifikacyjny miał odbyć się w  Jēkabpilsie w dniach 10-12 września. Turniej został jednak odwołany z powodu wycofania się z europejskich pucharów drużyny  Prometej Dnipro. W związku z tym zespoły  SK Jēkabpils Lūši oraz  Omonia Nikozja awansowały do dalszej części rozgrywek.

### 1. runda
| Data                                 | Godz. | Drużyna 1             | Wynik | Drużyna 2                 | 1     | 2     | 3     | 4     | 5     | Złoty set | Widzów | *      |
| ------------------------------------ | ----- | --------------------- | ----- | ------------------------- | ----- | ----- | ----- | ----- | ----- | --------- | ------ | ------ |
| 18.09.2024                           | 19:00 | Fino Kaposvár SE      | 0:3   | Hypo Tirol Volleyballteam | 15:25 | 16:25 | 24:26 |       |       |           | 1768   | raport |
| 25.09.2024                           | 18:00 | Fino Kaposvár SE      | 0:3   | Hypo Tirol Volleyballteam | 19:25 | 21:25 | 21:25 |       |       | 990       | raport |        |
| 18.09.2024                           | 18:00 | Budva                 | 1:3   | HAOK Mladost Zagrzeb      | 25:22 | 24:26 | 20:25 | 20:25 |       |           | 380    | raport |
| 26.09.2024                           | 19:00 | Budva                 | 2:3   | HAOK Mladost Zagrzeb      | 25:23 | 39:37 | 15:25 | 24:26 | 13:15 | 200       | raport |        |
| 19.09.2024                           | 18:00 | Selver x TalTech      | 3:0   | Orion Stars Doetinchem    | 25:20 | 25:21 | 25:21 |       |       | 13:15     | 385    | raport |
| 25.09.2024                           | 20:00 | Selver x TalTech      | 1:3   | Orion Stars Doetinchem    | 25:20 | 20:25 | 17:25 | 19:25 |       | 13:15     | 888    | raport |
| 19.09.2024                           | 19:00 | Omonia Nikozja        | 0:3   | Crvena zvezda Belgrad     | 22:25 | 23:25 | 14:25 |       |       |           | 650    | raport |
| 24.09.2024                           | 19:00 | Omonia Nikozja        | 0:3   | Crvena zvezda Belgrad     | 22:25 | 18:25 | 19:25 |       |       | 180       | raport |        |
| 18.09.2024                           | 19:30 | SK Jēkabpils Lūši     | 1:3   | Volley Schönenwerd        | 16:25 | 25:23 | 14:25 | 21:25 |       |           | 1050   | raport |
| 25.09.2024                           | 19:30 | SK Jēkabpils Lūši     | 1:3   | Volley Schönenwerd        | 23:25 | 22:25 | 25:17 | 19:25 |       | 850       | raport |        |
| 19.09.2024                           | 18:00 | OK Radnik Bijeljina   | 0:3   | CSM Corona Brașov         | 20:25 | 22:25 | 15:25 |       |       |           | bd     | raport |
| 25.09.2024                           | 20:00 | OK Radnik Bijeljina   | 0:3   | CSM Corona Brașov         | 15:25 | 19:25 | 19:25 |       |       | 1045      | raport |        |
| 17.09.2024                           | 19:00 | OK Strumica           | 0:3   | Olympiakos SFP            | 15:25 | 17:25 | 15:25 |       |       |           | 1150   | raport |
| 24.09.2024                           | 19:30 | OK Strumica           | 0:3   | Olympiakos SFP            | 19:25 | 17:25 | 21:25 |       |       | 250       | raport |        |
| 18.09.2024                           | 19:00 | CV Guaguas Las Palmas | 3:1   | SL Benfica                | 27:25 | 25:20 | 21:25 | 26:24 |       | 15:11     | 1200   | raport |
| 25.09.2024                           | 20:00 | CV Guaguas Las Palmas | 1:3   | SL Benfica                | 17:25 | 25:21 | 24:26 | 29:31 |       | 15:11     | 632    | raport |
| Po lewej gospodarz pierwszego meczu. |       |                       |       |                           |       |       |       |       |       |           |        |        |

### 2. runda
| Data                                 | Godz. | Drużyna 1                 | Wynik | Drużyna 2             | 1     | 2     | 3     | 4     | 5     | Złoty set | Widzów | *      |
| ------------------------------------ | ----- | ------------------------- | ----- | --------------------- | ----- | ----- | ----- | ----- | ----- | --------- | ------ | ------ |
| 02.10.2024                           | 20:20 | Hypo Tirol Volleyballteam | 3:0   | HAOK Mladost Zagrzeb  | 25:16 | 25:14 | 25:18 |       |       |           | 800    | raport |
| 10.10.2024                           | 17:00 | Hypo Tirol Volleyballteam | 3:1   | HAOK Mladost Zagrzeb  | 25:23 | 20:25 | 25:18 | 25:17 |       | 70        | raport |        |
| 02.10.2024                           | 20:00 | Orion Stars Doetinchem    | 3:0   | Crvena zvezda Belgrad | 26:24 | 25:20 | 25:20 |       |       |           | 1000   | raport |
| 08.10.2024                           | 19:00 | Orion Stars Doetinchem    | 3:0   | Crvena zvezda Belgrad | 25:20 | 25:20 | 25:19 |       |       | 275       | raport |        |
| 01.10.2024                           | 19:30 | Volley Schönenwerd        | 1:3   | CSM Corona Brașov     | 25:18 | 23:25 | 21:25 | 26:28 |       |           | 700    | raport |
| 08.10.2024                           | 20:00 | Volley Schönenwerd        | 3:2   | CSM Corona Brașov     | 25:21 | 25:23 | 15:25 | 36:38 | 15:11 | 1230      | raport |        |
| 02.10.2024                           | 19:00 | Olympiakos SFP            | 3:0   | CV Guaguas Las Palmas | 25:21 | 32:30 | 25:23 |       |       |           | 400    | raport |
| 10.10.2024                           | 19:00 | Olympiakos SFP            | 2:3   | CV Guaguas Las Palmas | 17:25 | 25:5  | 25:17 | 22:25 | 17:19 | 1200      | raport |        |
| Po lewej gospodarz pierwszego meczu. |       |                           |       |                       |       |       |       |       |       |           |        |        |

### 3. runda
| Data                                 | Godz. | Drużyna 1                 | Wynik | Drużyna 2              | 1     | 2     | 3     | 4 | 5 | Złoty set | Widzów | *      |
| ------------------------------------ | ----- | ------------------------- | ----- | ---------------------- | ----- | ----- | ----- | - | - | --------- | ------ | ------ |
| 17.10.2024                           | 18:00 | Hypo Tirol Volleyballteam | 3:0   | Orion Stars Doetinchem | 25:22 | 25:22 | 25:16 |   |   |           | 850    | raport |
| 23.10.2024                           | 20:00 | Hypo Tirol Volleyballteam | 3:0   | Orion Stars Doetinchem | 25:20 | 25:21 | 26:24 |   |   | 1200      | raport |        |
| 17.10.2024                           | 18:00 | CSM Corona Brașov         | 0:3   | Olympiakos SFP         | 20:25 | 19:25 | 20:25 |   |   |           | 1250   | raport |
| 22.10.2024                           | 19:00 | CSM Corona Brașov         | 0:3   | Olympiakos SFP         | 23:25 | 28:30 | 23:25 |   |   | 500       | raport |        |
| Po lewej gospodarz pierwszego meczu. |       |                           |       |                        |       |       |       |   |   |           |        |        |

## Drużyny zakwalifikowane
| Grupa B        | Grupa C                   |
| -------------- | ------------------------- |
| Olympiakos SFP | Hypo Tirol Volleyballteam |